# Tuatha de Danann (EP)
Tuatha de Danann è il primo EP dei Tuatha de Danann, pubblicato nel 1999.

## Tracce
1. Us - 2:05
2. Tuatha de Danann - 6:08
3. Beltane - 4:43

### Tracce bonus
1. The Bards of the Infinity - 5:13
2. Queen of the Witches - 6:18
3. Faeryage - 6:52
4. Oisin - 6:19
5. Inrahma - 4:58

## Formazione
- Bruno Maia - voce, chitarra, flauti, mandolino, chitarra acustica, cornamuse
- Rodrigo Teixeira - chitarra, chitarra acustica, scream
- Giovani Mendonça - basso, scream
- Rodrigo de Abreu - batteria e percussioni